# کاترینا لارسون
کاترینا لارسون (انگلیسی: Chatarina Larsson؛ زادهٔ ۲ آوریل ۱۹۴۷) هنرپیشه اهل سوئد است.
از فیلم‌ها یا برنامه‌های تلویزیونی که وی در آن نقش داشته‌است می‌توان به اتاقک خلبان، مردی به نام اوه اشاره کرد.